# Sauvo Puhtila
Niilo Sauvo Pellervo Puhtila (Helsinki, Finlandia; 27 de abril de 1982 – Helsinki, 2 de noviembre de 2014), más conocido como Saukki, fue un letrista finlandés (en muchas ocasiones, con un seudónimo distinto), compositor y locutor. Saukki tuvo una fuerte influencia en la industria de la música finlandesa. Durante su carrera, Puhtila trabajó con muchos de los grandes nombres de entretenimiento finlandeses, como Laila Kinnunen, Jaakko Salo, Annikki Tähti y Olavi Virta. Antes de unirse a la industria del entretenimiento, fue durante un tiempo a la Universidad de Helsinki con la intención de graduarse como ingeniero para trabajar la madera. Durante este tiempo él también cantó el Coro Polytech.
Después de trabajar durante unos 25 años en la industria musical, Puhtila se retiró como Gerente General de Radio y Entretenimiento en 1979. En 1999, recibió el premio Reino Helismaa -palkinto, en 2002 el Juha Vainio -palkinto y en 2013 el Kullervo Linnan Säätiö. Debido a que usó distintos seudónimos en sus obras, Puhtila no recibió esos premios previamente. También evitó la publicidad por su propia voluntad.

## Discografía
- (1965) Saukki & Oravat
- (1989) Saukki & Oravat
- (1999) Saukki & Oravat